# Amphithrix sublineatella
Amphithrix sublineatella är en fjärilsart som beskrevs av Otto Staudinger 1859. Amphithrix sublineatella ingår i släktet Amphithrix och familjen mott. Inga underarter finns listade i Catalogue of Life.